# Masses de granit
L'expression « masses de granit » est issue d'une déclaration de Napoléon Bonaparte en 1802. Elle désigne les institutions civiles créées à cette époque.

## Circonstances de la déclaration
Cette phrase, fut prononcée le 8 mai 1802 (18 floréal an X) lors de la discussion relative au projet de loi sur la Légion d'honneur, au Conseil d’État :

« On a tout détruit, il s’agit de recréer. Il y a un gouvernement, des pouvoirs, mais tout le reste de la nation,
qu’est-ce ? Des grains de sable. Nous sommes épars, sans système, sans réunion, sans contact. Tant que j’y serai, je réponds bien de la République, mais il faut prévoir l’avenir. Croyez-vous que la République soit définitivement acquise ? Vous vous tromperiez fort. Nous sommes maîtres de la faire, mais nous ne l’avons pas, et nous ne l’aurons pas, si nous ne jetons pas sur le sol de France quelques masses de granit. »

— Napoléon Bonaparte

## Masses de granit: institutions solides créées par Napoléon Bonaparte
Ces grandes institutions destinées à bâtir la France moderne constituent l'œuvre civile de Napoléon[source insuffisante] :
- le Conseil d'État, institué le 13 décembre 1799 (22 frimaire an VIII) par la Constitution de l'an VIII, « chargé de rédiger les projets de lois et les règlements d'administration publique, et de résoudre les difficultés qui s'élèvent en matière administrative » (article 52 de la Constitution)[6] ;
- la Banque de France, fondée le 18 janvier 1800 ;
- le préfet, institué le 17 février 1800 (loi du 28 pluviose an VIII), représentant de l’État dans le département ;
- le Concordat, traité signé le 15 juillet 1801 entre Napoléon et le pape Pie VII pour organiser la religion catholique en France ; depuis 1905, il n'est plus en vigueur qu'en Alsace-Moselle ;
- les lycées, créés le 1er mai 1802 (11 floréal an X) ; six ans plus tard, en 1808, on en comptait trente-cinq répartis sur tout le territoire français ;
- l'ordre national de la Légion d’honneur créée le 19 mai 1802 (29 floréal an X), décoration récompensant un fait militaire ou un fait civil d’exception ;
- le franc germinal créé le 27 mars 1803 (loi du 17 germinal an XI) et qui durera jusqu'au 25 juin 1928 ;
- le livret ouvrier, créé par Louis XVI mais rendu obligatoire par Napoléon le 12 avril 1803 et qui ne sera aboli qu'en 1890 ;
- le Code civil publié le 21 mars 1804 (30 ventôse an XII), recueil de lois organisant la vie des individus dans la société, souvent qualifié, selon la formule de Locré (reprise et popularisée par le doyen Carbonnier), de véritable « constitution civile de la France »[7] en raison de sa permanence (en plus de deux cents ans, la France a ainsi connu onze Constitutions[8], sans compter le régime pétainiste, mais un seul Code civil) ainsi que les quatre autres codes napoléoniens ;
- la Cour des comptes, instituée le 16 septembre 1807 et chargée de surveiller les comptes publics.

De toutes ces institutions, seuls le livret ouvrier et le franc germinal ne sont plus en vigueur en France deux siècles plus tard, preuve de la pérennité de ces « masses de granit ».
La loi du 28 pluviôse de l’an VIII (17 février 1800) relative à l'administration territoriale et créant les préfets, est considérée comme une des lois essentielles de la période napoléonienne, une de ses « masses de granit ». Napoléon Bonaparte veut faire des grains de sable des masses de granit qui seront les piliers de la république : les grains de sable représentent l’état de la République alors dévastée par la récente disparition des anciennes lois et la création de nouvelles lois souvent contradictoire. Il y a ainsi une forte insécurité juridique. Les masses de granit doivent donc construire la République, et le Code civil est l’une de ces masses.
Les masses de granit doivent réorganiser et unifier la France en reprenant les idées de la Révolution : liberté, égalité, propriété. Par ces masses de granit, Bonaparte confirme la fin de l'ordre ancien, renversé en 1789 ; il établit un nouveau droit, une nouvelle monnaie et la paix intérieure.
Napoléon III y fait référence, sans employer directement l'expression « masse de granit », dans sa proclamation placée en tête de la constitution du 14 janvier 1852 : « Puisque la France ne marche depuis cinquante ans qu'en vertu de l'organisation administrative, militaire, judiciaire, religieuse, financière, du Consulat et de l'Empire, pourquoi n'adopterions-nous pas aussi les institutions politiques de cette époque ? Créées par la même pensée, elles doivent porter en elles le même caractère de nationalité et d'utilité pratique ».
Deux siècles plus tard, on constate que « les fondements de notre société s’appuient encore sur des morceaux de ces "masses de granit" jetées sur le sol par Napoléon. Certaines de ces masses, notamment la fonction préfectorale, n’échappent pas à l’érosion du temps ».
Dans l'historiographie napoléonienne, cette expression, souvent reprise notamment par les enseignants,,, exprime la solidité de l'œuvre civile de Napoléon Ier.
La fondation Napoléon indique que ces masses de granit « furent constituées par les grandes institutions, les grandes lois et les codes, complétés par une organisation sociale donnant la part belle aux "notables" ».
L'historien Louis Madelin consacre une partie de son ouvrage Le Consulat et l'Empire à l'étude de ces « masses de granit ». La première était la Légion d'honneur : « Cet État-Major de la Nation, ces 30 000 citoyens d'élite groupés en une légion, qui sans cesse se renouvellerait, serait tenue par des serments aux principes du régime. [...] La société nouvelle allait trouver dans la Légion un appui solide. Une nouvelle masse de granit fixait le sol - jusque-là mouvant - de la France révolutionnaire, devenue la France consulaire. ».

## Masses de granit: élites politiques
Les institutions ayant donné la part belle aux « notables », l'expression « masses de granit » a pris le sens d'élites politiques. On la retrouve ainsi dans le programme de l'enseignement de l'Institut d'études politiques de Lyon (IEP) : Les « masses de granit » de la société française et utilisée dans ce sens par des historiens.